# Helina equator
Helina equator är en tvåvingeart som beskrevs av John Otterbein Snyder 1941. Helina equator ingår i släktet Helina och familjen husflugor.
Artens utbredningsområde är Ecuador. Inga underarter finns listade i Catalogue of Life.